# Вулиця Олега Мудрака
Ву́лиця Оле́га Мудра́ка — вулиця у Святошинському районі міста Києва, місцевість Новобіличі. Пролягає від Робітничої вулиці до вулиці Академіка Булаховського.
Прилучаються проспект Академіка Палладіна, вулиці Малинська, Коростенська, Соснова, Гостомельська, Юнацька, Димерська, Лісорубна, Рубежівська, Корсунська, Бахмацька, Брусилівська, Василя Стефаника і Підлісна, провулки Приладний, Малинський, Рубежівський та проїзд (без назви) на вулицю Академіка Булаховського.

## Історія
Вулиця виникла в середині XX століття під назвою 386-та Нова. У 1958 році набула назву Прила́дна. Наступну назву отримала 1976 року, на честь радянського військовика Михайла Наумова.
У червні 2022 року вулицю Генерала Наумова було винесено на перейменування в межах процесу деколонізації топонімії Києва. За результатами електронного рейтингового голосування на платформі «Київ Цифровий» щодо обрання нової назви найбільше голосів було віддано за варіанти вулиця Маргарити Кринициної (5 532 голоси), Новобілицька вулиця (3 813) і вулиця Олександра Оксанченка (2 842).
Наприкінці червня 2022 року робоча експертна група рекомендувала Київській міській раді перейменувати вулицю на честь Олександра Оксанченка, але 18 січня 2024 року Київрада ухвалила рішення перейменувати на честь О. Я. Оксанченка іншу вулицю в Святошинському районі.
Сучасна назва на честь командира 1-го батальйону окремого загону спеціального призначення НГУ «Азов» Національної гвардії України майора Олега Мудрака, який загинув, захищаючи Україну від російського військового вторгнення, — з 29 серпня 2024 року.

## Установи та заклади
- Загальноосвітня школа № 72 (№ 35-А)
- Загальноосвітня школа № 230 (№ 35-Б)
- НДІ цивільного захисту населення і територій від надзвичайних ситуацій техногенного та природного характеру (буд. № 13)
- Інститут проблем моделювання в енергетиці ім. Г. Є. Пухова НАН України (буд. № 15)
- Інститут сорбції та проблем ендоекології НАН України (буд. № 13)
- Інститут хімії поверхні НАН України (буд. № 17)